# Siedliszcze
Siedliszcze è un comune rurale polacco del distretto di Chełm, nel voivodato di Lublino.
Ricopre una superficie di 153,9 km² e nel 2004 contava 7 213 abitanti.